# بیان آستانه‌ای
بیان آستانه‌ای (انگلیسی: Threshold expression) پدیده‌ای است که طی آن، بیانِ فنوتیپی یک بیماری میتوکندریایی در یکی از ارگان‌ها و دستگاه‌های زیستی بدن انسان به این دلیل رخ می‌دهد که شدتِ جهش ژنتیکی، تعداد نسبی دی‌ان‌ای میتوکندریاییِ جهش‌یافته و میزان وابستگی آن ارگانِ خاصِ بدن به «فسفرگیری اکسایشی» به گونه‌ای است که تولید «ATP» در آن کاهش یافته و بسیار کمتر از نیازش است.
در صورتی که شدتِ جهشِ ژنی زیاد باشد، پدیدار شدن فنوتیپی آن، حتی اگر درصدِ «دی‌ان‌ای‌های میتوکندریاییِ جهش‌یافته» کمتر از ۵۰٪ باشد، رخ خواهد داد.